# 黃顯洲
黃顯洲（1959年2月28日—），臺灣政治人物，曾代表中國國民黨當選為第二屆國民大會代表、第四屆立法委員。2001年底立法委員選舉時競選連任，但未當選。
2002年1月即將卸任立委前，黃顯洲墮入美色陷阱遭設局強盜，轟動一時。2007年8月，當時設局的主謀詹惠華、游洪贊分別判處7年6個月和6年徒刑，而身為被害人的黃顯洲也離開政治圈，轉入學界及產業界。
胞姐為臺中市議員黃馨慧。